# Kostel Nejsvětější Trojice (Nadějkov)
Kostel Nejsvětější Trojice v Nadějkově je římskokatolický farní kostel. Barokní stavba kostela se nachází na náměstí Prokopa Chocholouška v Nadějkově na Táborsku.
Ačkoli budova bývalé fary se nachází přímo v obci vedle kostela, farnost je v současnosti spravována z centrální farnosti v Jistebnici. Adresa farnosti je Kostelní 92, 391 33 Jistebnice, administrátorem excurrendo je P. Ing. Mgr. Pavel Němec, DiS.

## Historie

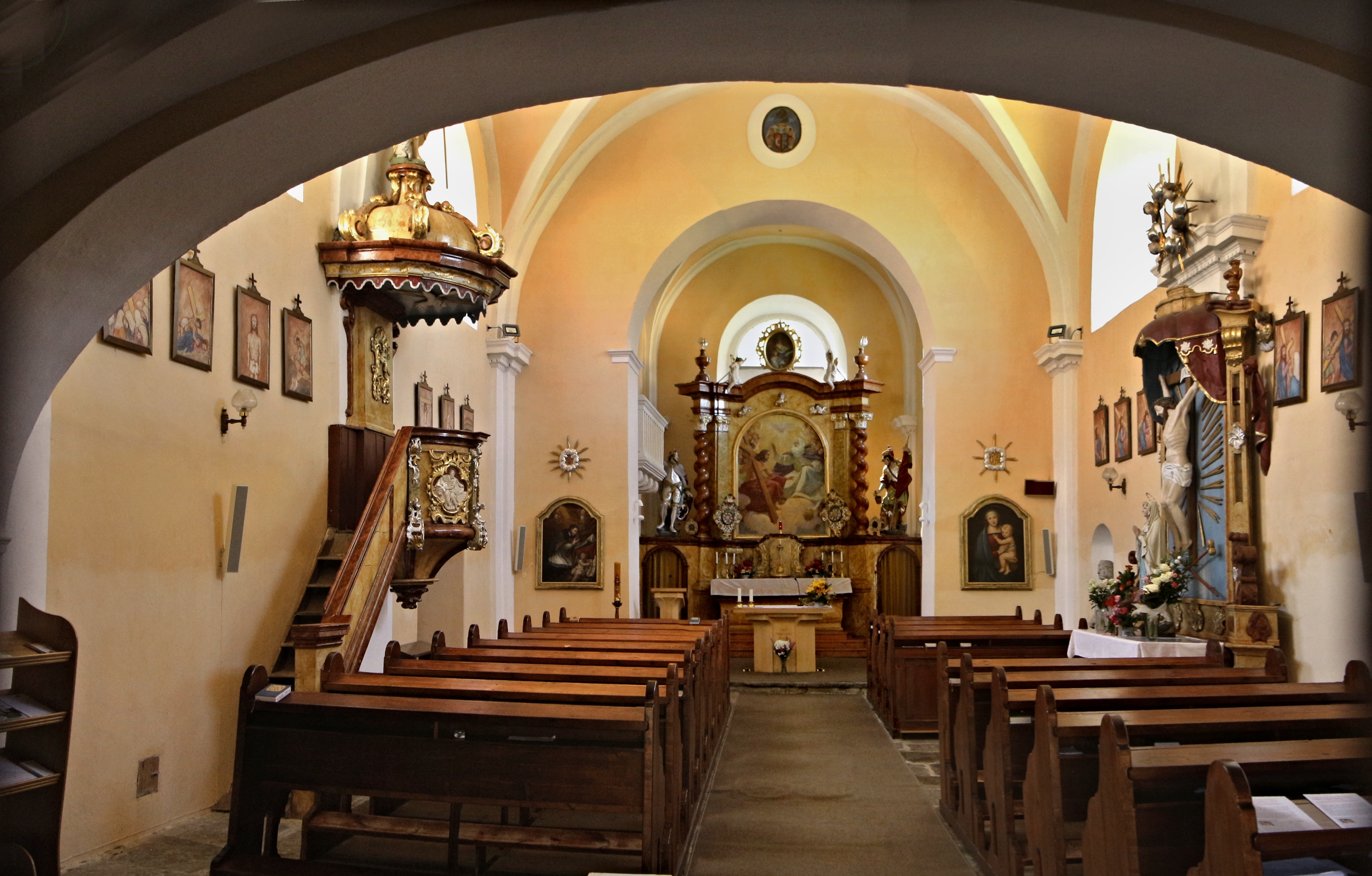
Interiér kostela

Současný kostel v Nadějkově byl vystavěn v letech 1695-1702, kdy nahradil starší kostelík, který již nevyhovoval potřebám obce. Jeho dnešní podoba pochází z přestavby roku 1738.
V roce 1844 požádal jindřichohradecký probošt Peter Weeber akademického malíře Viléma Kandlera, který tou dobou pobýval na studijním pobytu v Římě, aby vyhotovil oltářní obraz „Nejsvětější Trojice” pro farní kostel v Nadějkově. Po schválení návrhu byl obraz v roce 1846 dokončen a jako první byl z Říma zaslán do Prahy. Krajský rada Paul Alois Klar se svou manželkou pak oltářní obraz zaplatili a věnovali kostelu do Nadějkova. Sám papež Pius IX. ho ještě v Římě posvětil.
V roce 1903 byl obraz sejmut a nahrazen obrazem Nejsvětější Trojice od akademického malíře Karla Becka. Dle tradice měli modelem stát místní obyvatelé.
V kostele byl pochován česko-rakouský maršál Antonín Ferdinand hrabě Feuerstein, majitel zdejšího panství.